# Jo Zeller Racing
Jo Zeller Racing – szwajcarski zespół wyścigowy, założony w 1987 przez Jo Zellera. W zespole startuje syn założyciela - Sandro Zeller. Obecnie ekipa startuje w Europejskiej Formule 3, Formel Lista Junior oraz ATS Formel 3 Cup. W przeszłości zespół pojawiał się także na starcie w Szwajcarskiej Formule 3, Austriackiej Formule 3 oraz w Formule 3 Euro Series.

## Starty

### Europejska Formuła 3
| Rok  | Bolid            | Kierowcy         | Wyścigi | Wygrane | PP | NO | Pkt | M.K. | M.Z. |
| ---- | ---------------- | ---------------- | ------- | ------- | -- | -- | --- | ---- | ---- |
| 2012 | Dallara-Mercedes | Andrea Roda      | 20      | 0       | 0  | 0  | 8   | 12   |      |
| 2012 | Dallara-Mercedes | Sandro Zeller    | 20      | 0       | 0  | 0  | 0   | NS†  |      |
| 2013 | Dallara-Mercedes | Sandro Zeller    | 30      | 0       | 0  | 0  | 0   | 27   | 11   |
| 2014 | Dallara-Mercedes | Tatiana Calderón | 33      | 0       | 0  | 0  | 29  | 15   | 8    |
| 2014 | Dallara-Mercedes | Sandro Zeller    | 23      | 0       | 0  | 0  | 0   | 27   | 8    |

† – zawodnik nie był zaliczany do klasyfikacji.

### Formuła 3 Euro Series
| Rok  | Bolid            | Kierowcy      | Wyścigi | Wygrane | PP | NO | Pkt | M.K. | M.Z. |
| ---- | ---------------- | ------------- | ------- | ------- | -- | -- | --- | ---- | ---- |
| 2012 | Dallara-Mercedes | Sandro Zeller | 24      | 0       | 0  | 0  | 23  | 12   | 5    |
| 2012 | Dallara-Mercedes | Andrea Roda   | 24      | 0       | 0  | 0  | 15  | 13   | 5    |